# Supercopa Sudamericana
La Supercopa «João Havelange», tradicionalmente denominada Supercopa Sudamericana o simplemente Supercopa, fue una competición oficial internacional organizada por la Confederación Sudamericana de Fútbol (Conmebol), que enfrentaba a todos los equipos campeones de la Copa Libertadores de América. Se llevó a cabo desde 1988 hasta 1997.
El torneo tuvo diez ediciones y ocho equipos distintos alcanzaron el título. Los equipos con más títulos son Cruzeiro e Independiente, con dos cada uno. El primer campeón fue Racing Club y el último fue River Plate. El equipo que más finales disputó también fue el Cruzeiro, con cuatro.
El campeón de la Supercopa disputaba la Recopa de la siguiente temporada frente al campeón de la Copa Libertadores.

## Historia
Como a través de las sucesivas ediciones de esta copa se fueron sumando nuevos campeones de la Copa Libertadores, en 1997 la Conmebol decidió que los últimos equipos de cada grupo sean eliminados para disminuir la cantidad de equipos que la disputaban. Ese año fueron eliminados Vélez Sarsfield, Racing Club y Boca Juniors (todos equipos de Argentina) y Grêmio (Brasil).
En 1998 se decidió eliminar la competición para darle paso a la creación de la Copa Mercosur y Copa Merconorte, las cuales —a su vez— absorbieron a la Copa Conmebol en 2000 para crear un torneo único para el segundo semestre del año a partir de 2002. Por ello, la Supercopa es considerada como una de las cuatro precursoras de la actual Copa Sudamericana, junto a la Copa Conmebol, la Copa Mercosur y la Copa Merconorte.

### Posible regreso
En 2019 el entonces presidente de Conmebol, Alejandro Domínguez, había anunciado la posibilidad de volver a disputar este trofeo, con un formato que permitiese la participación de los 25 equipos campeones de la Copa Conmebol Libertadores, desde 1960 hasta la actualidad y con el objetivo de otorgar dos cupos para la Copa Mundial de Clubes de la FIFA, para los hipotéticos campeón y subcampeón.
Finalmente y pese al anuncio realizado, la propia Conmebol descartó la organización del torneo, aunque dejando en suspenso la posibilidad de retomar la iniciativa.

## Historial
| Año           | Campeón                   | Final Resultados | Subcampeón              | Semifinalistas               | Semifinalistas               |
| ------------- | ------------------------- | ---------------- | ----------------------- | ---------------------------- | ---------------------------- |
| 1988 Detalles | Racing Club Argentina     | 2:1 1:1          | Cruzeiro Brasil         | River Plate Argentina        | Nacional · Uruguay           |
| 1989 Detalles | Boca Juniors Argentina    | 0:0 (5:3 pen.)   | Independiente Argentina | Grêmio Brasil                | Argentinos Juniors Argentina |
| 1990 Detalles | Olimpia Paraguay          | 3:0 3:3          | Nacional · Uruguay      | Peñarol · Uruguay            | Estudiantes Argentina        |
| 1991 Detalles | Cruzeiro Brasil           | 0:2 3:0          | River Plate Argentina   | Olimpia Paraguay             | Peñarol · Uruguay            |
| 1992 Detalles | Cruzeiro · Brasil         | 4:0 0:1          | Racing Club Argentina   | Olimpia Paraguay             | Flamengo · Brasil            |
| 1993 Detalles | São Paulo · Brasil        | 2:2 (5:3 pen.)   | Flamengo · Brasil       | Atlético Nacional · Colombia | Nacional · Uruguay           |
| 1994 Detalles | Independiente Argentina   | 1:1 1:0          | Boca Juniors Argentina  | Cruzeiro · Brasil            | São Paulo · Brasil           |
| 1995 Detalles | Independiente Argentina   | 2:0 0:1          | Flamengo · Brasil       | River Plate Argentina        | Cruzeiro · Brasil            |
| 1996 Detalles | Vélez Sarsfield Argentina | 1:0 2:0          | Cruzeiro · Brasil       | Santos · Brasil              | Colo-Colo · Chile            |
| 1997 Detalles | River Plate Argentina     | 0:0 2:1          | São Paulo · Brasil      | Atlético Nacional · Colombia | Colo-Colo · Chile            |

## Palmarés

### Títulos por equipo
| Club            | Títulos | Subtítulos | Años campeón | Años subcampeón |
| --------------- | ------- | ---------- | ------------ | --------------- |
| Cruzeiro        | 2       | 2          | 1991, 1992   | 1988, 1996      |
| Independiente   | 2       | 1          | 1994, 1995   | 1989            |
| Boca Juniors    | 1       | 1          | 1989         | 1994            |
| São Paulo       | 1       | 1          | 1993         | 1997            |
| Racing Club     | 1       | 1          | 1988         | 1992            |
| River Plate     | 1       | 1          | 1997         | 1991            |
| Olimpia         | 1       | 0          | 1990         | —               |
| Vélez Sarsfield | 1       | 0          | 1996         | —               |
| Flamengo        | 0       | 2          | —            | 1993, 1995      |
| Nacional        | 0       | 1          | —            | 1990            |

### Títulos por país
| País      | Títulos | Subtítulos |
| --------- | ------- | ---------- |
| Argentina | 6       | 4          |
| Brasil    | 3       | 5          |
| Paraguay  | 1       | 0          |
| Uruguay   | 0       | 1          |

## Goleadores
| Año  | Jugador            | Equipo             | Goles |
| ---- | ------------------ | ------------------ | ----- |
| 1988 | Antonio Alzamendi  | River Plate        | 4     |
| 1988 | Sergio Olivera     | Nacional           | 4     |
| 1989 | John Jairo Tréllez | Atlético Nacional  | 3     |
| 1989 | Mauro Airez        | Argentinos Juniors | 3     |
| 1989 | Ruben Dario Insúa  | Independiente      | 3     |
| 1990 | Raúl Amarilla      | Olimpia            | 7     |
| 1991 | Juan José Borrelli | River Plate        | 3     |
| 1991 | Charles            | Cruzeiro           | 3     |
| 1991 | Sergio Martínez    | Peñarol            | 3     |
| 1991 | Gaúcho             | Flamengo           | 3     |
| 1992 | Renato Gaúcho      | Cruzeiro           | 9     |
| 1993 | Ronaldo            | Cruzeiro           | 8     |
| 1994 | Sebastián Rambert  | Independiente      | 5     |
| 1995 | Enzo Francescoli   | River Plate        | 7     |
| 1996 | Patricio Camps     | Vélez Sarsfield    | 4     |
| 1996 | Palhinha           | Cruzeiro           | 4     |
| 1997 | Ivo Basay          | Colo-Colo          | 8     |

## Estadísticas
- Primer campeón del certamen:  Racing Club (1988).
- Primer subcampeón del certamen:  Cruzeiro.
- Último campeón del certamen:  River Plate (1997).
- Último subcampeón del certamen:  São Paulo.
- Mayor cantidad de títulos obtenidos:  Cruzeiro e  Independiente con 2.
- Mayor cantidad de subcampeonatos:  Cruzeiro y  Flamengo con 2.
- Mayor cantidad de finales disputadas:  Cruzeiro con 4 (1988, 1991, 1992, 1996).

### Goles
- Mayores goleadas:
  - Cruzeiro  8 - 0  Atlético Nacional en 1992.
  - Olimpia  6 - 0  Peñarol en 1990.
  - Cruzeiro  6 - 1  Colo-Colo en 1993.
  - São Paulo  5 - 1  Vélez Sarsfield en 1997.
  - River Plate  5 - 1  Vasco da Gama en 1997.

- Jugador con más goles en un partido:
  -  Renato Gaúcho marcó 5 goles frente al Atlético Nacional de Colombia en 1992.

- Campeones invictos:
  -  Racing Club en 1988.
  -  Boca Juniors en 1989.
  -  Vélez Sarsfield en 1996.

### Finales
- Final repetida. En dos ocasiones se han repetido enfrentamientos en finales del torneo:
  - Racing Club  -  Cruzeiro en 1988 y 1992.
  - Boca Juniors  -  Independiente en 1989 y 1994.

- Máxima goleada en una final:
  -  Cruzeiro 4 - 0  Racing Club en 1992.

- Definición por penales. En dos ocasiones los finalistas han llegado a disputar la tanda de penales, para definir al campeón:
  - Boca Juniors  -  Independiente en 1989.
  - São Paulo  -  Flamengo en 1993.